# Rada Edukacji Narodowej
Rada Edukacji Narodowej – działająca w podziemiu w latach 1982–1989 (według innych źródeł powołana w 1984 roku) organizacja polska, wspierająca niezwiązane z polityką rządu PRL inicjatywy oświatowe: samokształcenie pedagogów, obrona nauczycieli, zwalnianych z powodu deklarowania poglądów niezależnych. W swoich publikacjach (m.in. "Zeszytach Edukacji Narodowej") rada krytykowała ówczesny system oświaty i opracowywała kierunek rozwoju szkolnictwa w Polsce. Na czele Rady Edukacji Narodowej stał Klemens Szaniawski.